# Hyperoplus
Hyperoplus és un gènere de peixos pertanyent a la família dels ammodítids.

## Descripció
- Longitud de fins a 40 cm (són més grossos que les espècies d'Ammodytes).
- Premaxil·les no protràctils.
- Extrems de la mandíbula inferior sortints.
- Les vores de les aletes dorsal i anal són rectes amb radis d'igual llargària.
- Tenen línia lateral.
- Les escates presenten una disposició similar a la de Ammodytes tobianus.[2]

## Alimentació
Canvien la seua dieta de zooplàncton a una altra de peixos (incloent-hi Ammodytes) en arribar als 10-15 cm de llargada.

## Hàbitat
Es troben tant a les zones costaneres com a alta mar.

## Taxonomia
- Hyperoplus immaculatus (Corbin, 1950)[3]
- Hyperoplus lanceolatus (Le Sauvage, 1824)[4][5][6][7][8][9][10]